# Eye in the Sky (canção)
"Eye in the Sky" é uma canção do The Alan Parsons Project com Eric Woolfson publicada em álbum de mesmo nome em 1982. A canção foi o maior sucesso da banda, atingiu # 3 na Billboard nos EUA em outubro de 1982 e # 6 no Canadá e na Nova Zelândia.
Em 2019, Alan Parsons gravou uma versão em catalão desta canção para o álbum La Marató de 3Cat sob o título "Seré els teus ulls al camí" ("Serei seus olhos na estrada").

## Posicionamento em listas
| Lista (1982)                                           | Melhor posição |
| ------------------------------------------------------ | -------------- |
| Austrália (Australian Kent Music Report)               | 22             |
| Canadá (Canadian RPM Top Singles)                      | 1              |
| Canadá (Canadian RPM Top Adult Contemporary)           | 7              |
| França                                                 | 16             |
| Alemanha                                               | 38             |
| Itália                                                 | 5              |
| Nova Zelândia                                          | 6              |
| Espanha (AFYVE)                                        | 1              |
| Estados Unidos Billboard Hot 100                       | 3              |
| Estados Unidos Billboard Hot Adult Contemporary Tracks | 3              |
| Estados Unidos Billboard Mainstream Rock Tracks        | 11             |